# Stictotarsus
Stictotarsus es un género de coleópteros adéfagos  perteneciente a la familia Dytiscidae. 

## Especies seleccionadas
- Stictotarsus alpestris	Dutton & Angus 2007
- Stictotarsus bertrandi	(Legros 1956)
- Stictotarsus creticus	Dutton & Angus 2007